# Зайлер, Мидори
Мидори Зайлер (нем.  Midori Seiler; род. 18 февраля 1969, Осака) — скрипачка и альтистка немецко-японского происхождения. Педагог по классу скрипки и альта.

## Биография
Родилась в семье пианистов: отец, Эрнст Фридрих Зайлер из Баварии, познакомился с будущей женой-японкой в Джульярдской школе и в 1961 г. последовал за ней в Японию. Начала заниматься музыкой под руководством Хельмута Цейтмайера и Шандора Вега, продолжила занятия в Базельской консерватории у Аделины Опрян и в Schola Cantorum Basiliensis у Томаса Хенгельброка, а затем в Лондоне у Дейвида Такено. Также её учителями были профессор Эберхард Фельтц и Стефан Май.
Будучи студенткой, выступала концертмейстером Молодёжного симфонического оркестра Швейцарии. С 1991 года играет в камерном ансамбле Берлинская академия старинной музыки, концертировала с ним в Лондоне, Амстердаме, Вене. Выступала также с другими европейскими барочными оркестрами. Гастролировала как солистка в Европе, США, Азии, Латинской Америке.
Регулярно сотрудничает с бельгийским пианистом и дирижёром оркестра «Anima Eterna» — Йосом ван Иммерселом. Альбом Венских скрипичных сонат Моцарта, записанный дуэтом в 2000 году на лейбле Zig Zag, был удостоен награды Diapason d’Or de l’Année в 2002 в Париже (CD Mozart. Les grandes sonates viennoises).
Три сестры Мидори — тоже музыканты, в юности они вчетвером играли в струнном квартете Зайлер.

## Репертуар
Вивальди, Боккерини, Гендель, Бах, Телеман, Гайдн, Моцарт, Бетховен, Мендельсон, Шуберт, Римский-Корсаков, Бородин.
Вместе с баскским хореографом Хуаном Крусом Диасом и Берлинской академией старинной музыки скрипачка записала хореографический концерт — балетно-драматическую интерпретацию «Времен года» Антонио Вивальди, привлекшую внимание публики и прессы (концерт издан на DVD).

## Педагогическая деятельность
Проводила мастер-классы в Брюгге, Антверпене, прочла курс лекций в Гааге. Профессор. С 2010 года преподает барочную скрипку и альт в Веймарской высшей школе музыки.